# Coppa Italia Dilettanti Veneto
La Coppa Italia Dilettanti Veneto è il massimo torneo calcistico a eliminazione diretta della regione Veneto. Istituito nel 1991-1992, consente al vincitore di partecipare alla fase nazionale della Coppa Italia Dilettanti.

## Formula
Alla Coppa Italia Dilettanti Veneto partecipano tutte le società aventi titolo di iscrizione al Campionato di Eccellenza della stagione sportiva. Il Comitato Regionale Veneto cura l’organizzazione della Fase Regionale. Al termine della Fase Regionale la Società prima classificata, sarà ammessa alla successiva “fase nazionale”.

Tutte le società di Eccellenza Veneto partono dal 1º turno di qualificazione e sono suddivise in gironi da tre o quattro squadre. Durante il turno di qualificazione vengono disputate gare di sola andata. Nella predisposizione dei gironi triangolari e/o quadrangolari e degli abbinamenti, il C.R.V. utilizza il criterio della vicinanza. Si qualificano agli ottavi di finale, le squadre prime classificate e le migliori seconde dei gironi quadrangolari fino ad un totale di 16 squadre. Le 16 squadre qualificate per gli ottavi di finale saranno abbinate tra di loro -a due a due-, mediante il criterio della vicinanza, con gare di sola andata, il campo di gioco sarà stabilito per sorteggio a cura del Comitato Regionale. Viene dichiarata vincente la squadra che realizza il maggior numero di reti; qualora le due squadre si trovassero in parità di punteggio al termine della gara, per determinare la vincente, si procederà all’esecuzione dei tiri di rigore. Le 8 squadre qualificate per i quarti di finale saranno nuovamente abbinate mediante il criterio della vicinanza e con le sole gare di andata in uno dei due campi da gioco (sorteggiato dal C.R.V.). Non è prevista la disputa di tempi supplementari e le reti in trasferta non valgono doppio: in caso di parità al termine dei 90 minuti, si procederà con i tiri di rigore. Le 4 squadre qualificate per le Semifinali saranno abbinate per sorteggio e disputeranno una gara unica in campo neutro. Qualora le due squadre si trovassero in parità di punteggio al termine dell’incontro, per determinare la vincente, si procederà alla disputa dei tempi supplementari da 15’ cadauno e in caso di ulteriore parità all’esecuzione dei tiri di rigore. La gara di Finale Regionale verrà disputata in campo neutro (a cura del C.R.V.). In caso di parità di punteggio al termine dei tempi regolamentari, verranno disputati due tempi supplementari da 15’ ciascuno e, nel caso di ulteriore parità, verranno battuti i tiri di rigore. La società vincitrice della finale della Fase Regionale sarà ammessa alla Coppa Italia Dilettanti.

## Albo d'oro
| Stagione  | Vincitrice             | Finalista                 | Risultato        | Luogo                          | Coppa Italia Dilettanti |
| --------- | ---------------------- | ------------------------- | ---------------- | ------------------------------ | ----------------------- |
| 1991-1992 | Legnago                | Contarina                 | 1-1; 5-2 d.c.r.  | Abano Terme                    | 1º Turno                |
| 1992-1993 | Opitergina             | Donada                    | 1-0              | Mogliano Veneto                | 1º Turno                |
| 1993-1994 | Santa Lucia di Piave   | Rovigo                    | 1-0              | Mira                           | Semifinale              |
| 1994-1995 | Piombinese             | Thiene                    | 1-0 d.t.s.       | Tezze sul Brenta               | 1º Turno                |
| 1995-1996 | Ponte Salgareda        | San Giorgio Sedico        | 1-0              | Vittorio Veneto                | 1º Turno                |
| 1996-1997 | Chioggia Sottomarina   | Bassano Virtus            | 2-1              | Padova (Stadio Silvio Appiani) | Quarti di Finale        |
| 1997-1998 | Vittorio Veneto        | Virtus Verona             | 2-1 d.t.s.       | Mirano                         | Quarti di Finale        |
| 1998-1999 | Conegliano             | Lugagnano                 | 4-2              | Mestrino                       | Quarti di Finale        |
| 1999-2000 | Luparense              | Tezze sul Brenta          | 1-0              | Cittadella                     | 1º Turno                |
| 2000-2001 | Cordignano             | Loreo                     | 3-0              | Trebaseleghe                   | 1º Turno                |
| 2001-2002 | Arianese               | Ponzano                   | 0-0; 4-3 d.c.r.  | Este                           | 1º Turno                |
| 2002-2003 | Montebelluna           | Romano d'Ezzelino         | 1-0              | San Martino di Lupari          | 1º Turno                |
| 2003-2004 | Camisano               | Schio                     | 3-1 d.t.s.       | Sovizzo                        | 1º Turno                |
| 2004-2005 | Casalserugo            | Casaleone                 | 2-2; 5-4 d.c.r.  | Lonigo                         | 1º Turno                |
| 2005-2006 | Virtus Verona          | Casalserugo               | 0-0; 8-7 d.c.r.  | Lonigo                         | Semifinale              |
| 2006-2007 | Conegliano             | Miranese                  | 3-1              | Mogliano Veneto                | 1º Turno                |
| 2007-2008 | Legnago Salus          | Albignasego               | 2-1              | Solesino                       | Quarti di Finale        |
| 2008-2009 | Liapiave               | Legnago Salus             | 2-1 d.t.s.       | Casalserugo                    | 1º Turno                |
| 2009-2010 | Vittorio Veneto        | Miranese                  | 2-1              | Ponzano Veneto                 | 1º Turno                |
| 2010-2011 | Vittorio Veneto        | Piovese                   | 1-0              | Mogliano Veneto                | 1º Turno                |
| 2011-2012 | Real Vicenza           | Vittorio Veneto           | 2-0              | Mirano                         | 1º Turno                |
| 2012-2013 | Union Ripa La Fenadora | Team Santa Lucia Golosine | 2-1              | Tezze sul Brenta               | 1º Turno                |
| 2013-2014 | Arzignano Valchiampo   | Liventina                 | 1-0              | Mirano                         | Semifinale              |
| 2014-2015 | Campodarsego           | Mestrina                  | 1-0              | Mirano                         | Quarti di Finale        |
| 2015-2016 | Liapiave               | Pozzonovo                 | 3-1              | Martellago                     | 1º Turno                |
| 2016-2017 | Clodiense              | Ambrosiana                | 1-0              | Rosà                           | Quarti di Finale        |
| 2017-2018 | Belfiorese             | Pozzonovo                 | 1-0              | Martellago                     | 1º Turno                |
| 2018-2019 | Caldiero               | Mestre                    | 1-1; 10-9 d.c.r. | Bassano del Grappa             | Finalista               |
| 2019-2020 | Sandonà 1922           | Garda                     | 1-0              | Rovigo                         | Non conclusa            |
| 2020-2021 | Non disputata          | Non disputata             | Non disputata    | Non disputata                  | Non disputata           |
| 2021-2022 | Montecchio Maggiore    | Portomansuè               | 3-1              | Dolo                           | Quarti di Finale        |
| 2022-2023 | Vigasio                | Camisano                  | 0-0; 4-3 d.c.r.  | Montebello Vicentino           | 1º Turno                |
| 2023-2024 | Villafranca Veronese   | Conegliano                | 2-1              | Abano Terme                    | 1º Turno                |
| 2024-2025 | Sandonà 1922           | Albignasego               | 0-0; 5-4 d.c.r.  | Scorzè                         | 1º Turno                |